# Макаров, Константин Валентинович

Могила Макарова К.В. на Троекуровском кладбище Москвы.

Константи́н Валенти́нович Мака́ров (18 июня 1931, город Тихорецк, Северо-Кавказский край, РСФСР — 3 августа 2011, Москва) — советский военачальник, адмирал флота.

## Биография
В Военно-Морском флоте СССР с 1949 года. Окончил Ленинградское военно-морское подготовительное училище в 1949 году, 1-е Балтийское высшее военно-морское училище в 1953 году. По окончании училища служил на дизельных подводных лодках на Черноморском флоте: командир группы, командир боевой части, помощник командира подводной лодки, старший помощник командира подводной лодки. В 1960 году окончил Высшие специальные офицерские классы ВМФ в Ленинграде. С 1960 года — старший помощник командира, с 1961 года — командир подводной лодки на Северном флоте. С 1963 года — командир подводной лодки на Балтийском флоте. Окончил Военно-морскую академию в 1967 году.
С 1967 года — командир атомной подводной лодки на Северном флоте. С января 1971 года — начальник штаба 7-й дивизии подводных лодок Северного флота, а с декабря 1973 года — командир этого соединения. С ноября 1975 года — заместитель начальника управления в Главном штабе ВМФ СССР. С июня 1981 года — начальник штаба, а с 25 февраля 1985 года — командующий дважды Краснознамённым Балтийским флотом. В 1985 году окончил Военную академию Генерального штаба (заочно).
С 30 декабря 1985 года — начальник Главного штаба — 1-й заместитель Главнокомандующего ВМФ. Указом Президиума Верховного Совета СССР от 4 ноября 1989 года присвоено воинское звание адмирал флота.
С сентября 1992 года — в распоряжении министра обороны Российской Федерации. С февраля 1993 года — в запасе. После создания в 2008 году Службы генеральных инспекторов Министерства обороны Российской Федерации являлся генеральным инспектором Службы до последних дней жизни.
Скончался 3 августа 2011 в Москве. Похоронен на Троекуровском кладбище.

## Награды
- Орден Ленина
- Орден Октябрьской Революции
- Орден Красного Знамени
- Орден Красной Звезды
- Медали СССР и РФ
- Иностранные награды

## Воинские звания
- контр-адмирал (25.04.1975)
- вице-адмирал (30.04.1982)
- адмирал (29.04.1985)
- адмирал флота (4.11.1989)